# Thimothée Atouba
Thimothée Atouba Essama (Douala, 17 februari 1982) is een voormalig Kameroens profvoetballer die als verdediger speelde.

## Carrière

### Zwitserland
Atouba begon zijn loopbaan in zijn geboortestad bij Union Douala, waar hij de jeugdopleiding doorliep. Hij speelde zestien wedstrijden in het eerste elftal, totdat hij in 2000 de overstap maakte naar Europa en onder contract kwam te staan bij het Zwitserse Xamax Neuchâtel. Na daar ruim een seizoen te hebben gespeeld, verdiende hij een transfer naar de nationale topclub FC Basel. Hij kwam hiermee uit in de UEFA Champions League en ging in het seizoen 2002/03 door naar de tweede groepsronde, ten koste van Liverpool. Het werd in de laatste wedstrijd 3–3 en daarmee plaatsten FC Basel en Valencia zich voor de volgende ronde. Atouba was daarbij een van de doelpuntenmakers.

### Tottenham Hotspur
De Kameroener kwam met zijn goede spel in Zwitserland in de belangstelling te staan van de Engelse subtopper Tottenham Hotspur. Volgens technisch directeur Frank Arnesen was de linksback uitgegroeid tot een "sterke en veelzijdige speler". De Kameroener maakte de overstap naar het eiland maar werd daar nooit een vaste waarde onder trainer Martin Jol. Daarom werd hij in 2005 verkocht aan het Duitse Hamburger SV.

### Hamburger SV
Bij die Rothosen kwam hij vaker in actie, maar hier was hij ook niet geheel onomstreden. Zo haalde hij een keer de limiet van een conditietest niet en stak hij in 2006 tijdens een UEFA Champions League-duel tegen CSKA Moskou zijn middelvinger op tegen het thuispubliek nadat hij was gewisseld. Hij ontving hiervoor de rode kaart en daarnaast schorste HSV hem voor twee competitieduels. Begin 2008 bracht hij zichzelf opnieuw in het nauw toen hij te laat terugkeerde van de Afrika Cup en niets van zich had laten horen. Daarnaast lag hij een periode in de clinch met het clubbestuur.
Tijdens het UEFA Cup-duel tegen het Slowaakse MŠK Žilina in november 2008 scheurde Atouba zijn achillespees en stond hij als gevolg daarvan maandenlang noodgedwongen langs de kant. Tijdens zijn revalidatie deed HSV de linksback een nieuw contractvoorstel, maar Atouba kon zich niet vinden in de gestelde voorwaarden. Aan het einde van het seizoen 2008/09 was Atouba daardoor transfervrij en kwam hij in de belangstelling te staan van Ajax. Bij de Amsterdamse club was op dat moment net Martin Jol aan het roer gekomen, een oude bekende van de Kameroener. Deze was immers zijn trainer geweest bij Tottenham Hotspur en bij Hamburger SV, tijdens het seizoen 2008/09.

### Ajax
Op 7 juli 2009 werd bekendgemaakt dat Atouba een tweejarig contract zou tekenen bij Ajax. Hij werd hiermee de opvolger van Thomas Vermaelen, die enkele weken daarvoor naar de Engelse club Arsenal vertrok. De Kameroener was de eerste aanwinst van de Amsterdammers voor het nieuwe seizoen 2009/10. Op 4 augustus maakte hij zijn debuut voor de Amsterdammers tijdens de oefenwedstrijd tussen Jong Ajax en VVSB. Hij speelde een uur waarna hij werd gewisseld. Zijn debuutwedstrijd werd met 3–1 gewonnen. Ruim een week later maakte hij zijn debuut voor het eerste elftal tegen PSV. In de competitie speelde Atouba slechts een wedstrijd en de meeste wedstrijden moest hij volgen vanaf de tribune. Zijn plek raakte hij kwijt aan de uit de eigen Ajax-opleiding afkomstige Vurnon Anita. Dit kwam mede doordat hij geblesseerd raakte en als gevolg daarvan maanden uit de roulatie was.
In mei 2011 werd bekend dat Atouba Ajax zou verlaten.

### UD Las Palmas
Na ruim een seizoen zonder club gezeten te hebben, tekende Atouba in november 2012 een contract tot het einde van het seizoen bij UD Las Palmas, dat uitkwam in de Segunda División A. In juli 2014 beëindigde Atouba zijn voetballoopbaan.

## Interlandloopbaan
Sinds 1999 speelde Atouba voor het Kameroens elftal, waarmee hij in 2000 het Afrikaans kampioenschap voetbal won.

## Clubstatistieken
| Seizoen | Club              | Land        | Competitie         | Wedstrijden | Doelpunten |
| ------- | ----------------- | ----------- | ------------------ | ----------- | ---------- |
| 1999/00 | Union Douala      | Kameroen    | Première Division  | 16          | 4          |
| 2000/01 | Xamax Neuchâtel   | Zwitserland | Axpo Super League  | 27          | 1          |
| 2001/02 | Xamax Neuchâtel   | Zwitserland | Axpo Super League  | 19          | 1          |
| 2001/02 | FC Basel          | Zwitserland | Axpo Super League  | 14          | 1          |
| 2002/03 | FC Basel          | Zwitserland | Axpo Super League  | 16          | 0          |
| 2004/05 | Tottenham Hotspur | Engeland    | Premier League     | 19          | 1          |
| 2005/06 | Hamburger SV      | Duitsland   | Bundesliga         | 31          | 1          |
| 2006/07 | Hamburger SV      | Duitsland   | Bundesliga         | 21          | 0          |
| 2007/08 | Hamburger SV      | Duitsland   | Bundesliga         | 23          | 0          |
| 2008/09 | Hamburger SV      | Duitsland   | Bundesliga         | 9           | 0          |
| 2009/10 | Ajax              | Nederland   | Eredivisie         | 1           | 0          |
| 2010/11 | Ajax              | Nederland   | Eredivisie         | 0           | 0          |
| 2012/13 | UD Las Palmas     | Spanje      | Segunda División A | 7           | 0          |
| 2012/13 | UD Las Palmas     | Spanje      | Segunda División A | 5           | 0          |
| 2013/14 | UD Las Palmas     | Spanje      | Segunda División A | 3           | 0          |
| Totaal  | Totaal            | Totaal      | Totaal             | 245         | 11         |

## Erelijst
FC Basel
- Super League: 2003/04
- Schweizer Cup: 2002/03

 Hamburger SV
- UEFA Intertoto Cup: 2005, 2007

 Ajax
- Eredivisie: 2010/11
- KNVB beker: 2009/10

 Kameroen
- CAF Africa Cup of Nations: 2000